# Ipiq-Adad II.
Ipiq-Adad II. war König von Ešnunna in der späten Isin-Larsa-Zeit. Er war Sohn und Nachfolger von Ibâl-pî-El I. Unter seiner Herrschaft dehnte Ešnunna seinen Herrschaftsbereich aus und vereinigte die gesamte Diyala-Region unter sich. Diese Politik setzte sein Sohn Dāduša gemeinsam mit Šamši-Adad I. fort.